# Totolapan (kommun)
Totolapan är en kommun i Mexiko.   Den ligger i delstaten Morelos, i den sydöstra delen av landet, 50 km söder om huvudstaden Mexico City.
Följande samhällen finns i Totolapan:
- Totolapan
- Ahuatlán
- La Cañada
- Villa Nicolás Zapata
- El Fuerte
- Tepetlixpita